# Sono stato io! (film, 1937)
Pour les articles homonymes, voir Sono stato io!.
Pour plus de détails, voir Fiche technique et Distribution.
Sono stato io! est une comédie italienne réalisée par Raffaello Matarazzo et sortie en 1937.
Le scénario est adapté de la pièce Sarà stato Giovannino écrite par Paola Riccora (it) et Roberto Bracco.

## Synopsis

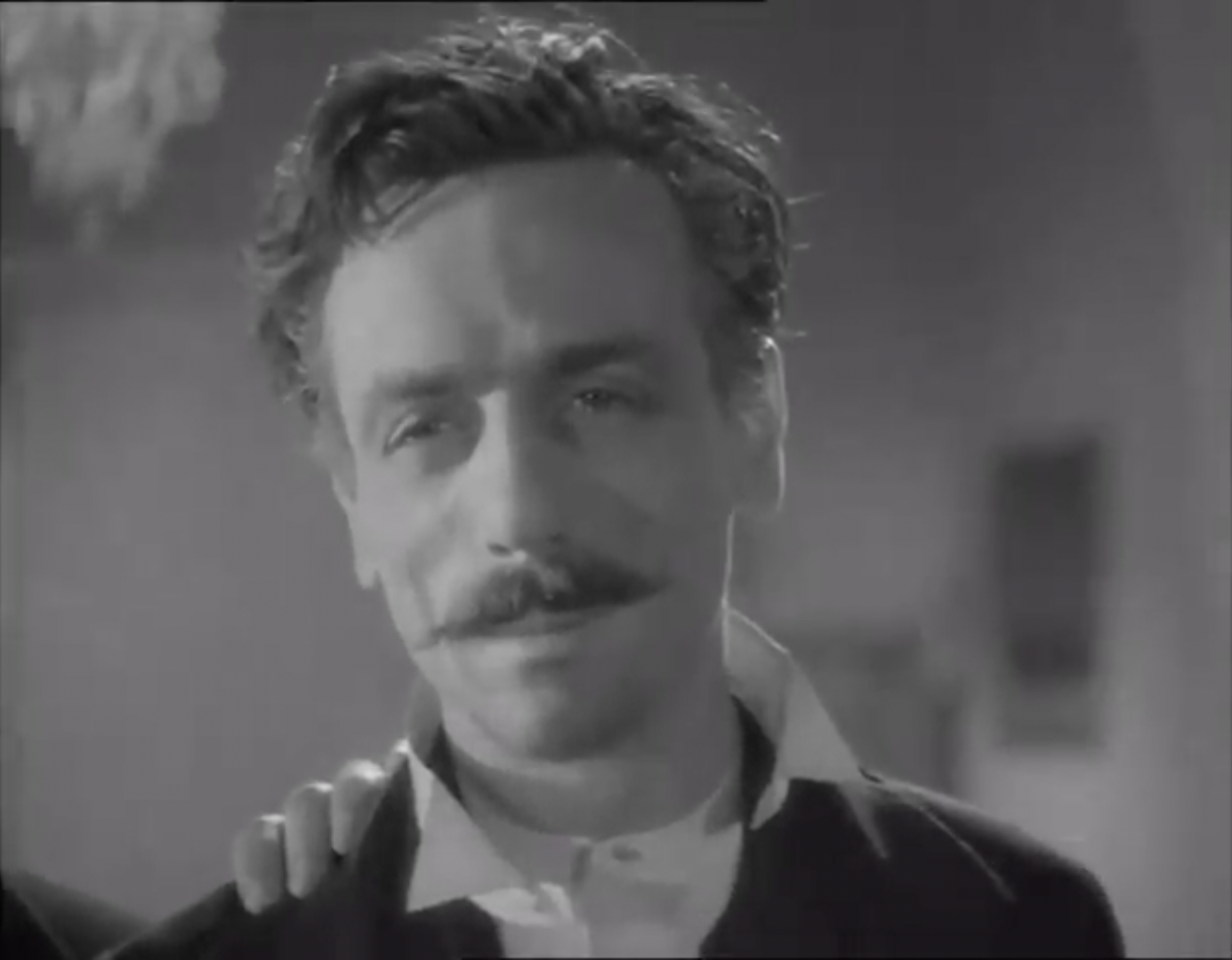
Eduardo De Filippo dans une scène du film.

Giovannino Apicella est licencié parce que, à l'ère de la politique de natalité, il est le seul célibataire de son bureau. Réduit à la misère, il est invité par son neveu Carlino, qui vit avec ses parents, à rester chez lui, même si « sa mère n'apprécie pas la présence du nouveau venu ». En réalité, le neveu a invité son oncle timide et maladroit pour qu'il prenne sa place de larbin afin que lui puisse se consacrer pleinement aux fêtes nocturnes étudiantes qu'il affectionne.
Giovannino est relégué aux marges de la famille pour effectuer les tâches les plus subalternes, et quand les choses ne se passent pas comme prévu, il finit toujours par être montré du doigt. Lorsque son neveu entraîne son oncle sans méfiance dans une escapade nocturne avec sa maîtresse Fiammetta et que tous deux rentrent ivres, la faute en revient une fois de plus à Giovannino, qui est alors envoyé travailler à la cuisine. Il sympathise alors avec la servante Lisa, secrètement amoureuse de Carlino, qui, un soir, profite de ce sentiment pour passer la nuit avec la jeune fille.
L'été arrive et la famille déménage au bord de la mer. Carlino présente sa nouvelle petite amie à ses parents, mais lors de la fête de fiançailles, Lisa s'évanouit. On découvre alors que la jeune fille est enceinte. Pour éviter que le scandale ne ternisse la réputation de la jeune fille, Giovannino s'accuse d'être le père, prenant une fois de plus tous les torts. Mais Carlino admet alors la vérité et déclare qu'il veut épouser Lisa, tandis que le geste noble de Giovannino le fera enfin apprécier par la famille.

## Fiche technique
- Titre original italien : Sono stato io![1] (litt. « C'était moi » ou « C'est de ma faute »)
- Réalisation : Raffaello Matarazzo
- Scénario : Giuseppe Amato, Raffaello Matarazzo, Aldo Vergano, d'après la pièce de Paola Riccora (it) et Roberto Bracco
- Photographie : Václav Vích
- Montage : Eraldo Da Roma
- Musique : Cesare Andrea Bixio
- Décors : Virgilio Marchi (it)
- Production : Giuseppe Amato
- Société de production : Consorzio Cinematografico EIA - Amato
- Pays de production :  Royaume d'Italie
- Langue originale : italien
- Format : Noir et blanc - 1,37:1 - Son mono - 35 mm
- Durée : 72 minutes
- Genre : comédie
- Dates de sortie :
  - Royaume d'Italie : 1937 (visa délivré le 30 novembre 1937[1])

## Distribution
- Eduardo De Filippo : Giovannino Apicella
- Peppino De Filippo : Carlino
- Titina De Filippo : Donna Rosa
- Isa Pola : Lisa
- Alida Valli : Lauretta
- Federico Collino : Matteo
- Armando Migliari : Baron Scaletta
- Lina Gennari : Fiammetta
- Tecla Scarano : La mère de Fiammetta
- Albino Principe (it) : Geremia